# Alexander von der Schulenburg-Emden
Philipp Ernst Alexander von der Schulenburg-Emden, seit 1798 Graf von der Schulenburg-Emden (* 27. Januar 1762 in Bremervörde; † 17. Oktober 1820 in Emden) war ein deutscher Großgrundbesitzer.

## Familie
Alexander war der Sohn des hannoverscheren Generalmajors Alexander Jakob von der Schulenburg (1710–1775) und dessen Frau Ehrengard Sophie, geborene von der Schulenburg (1737–1786). Er war Bruder des Abgeordneten Graf August Karl Jakob und des preußischen Landrats Leopold von der Schulenburg.
Schulenburg-Emden, der evangelischen Glaubens war, heiratete am 31. Juli 1789 in Eichenbarleben Ernestine Friederike Karoline von Alvensleben aus dem Hause Eichenbarleben (1766–1856), mit der er mehrere Kinder hatte:
- Gebhard Alexander Wilhelm Albrecht (1790–1808)
- Eduard (1792–1871), Mitglied des Preußischen Herrenhauses ⚭ 1830 Adelheid Freiin von der Reck (1807–1891)
- Hermann (1794–1860), preußischer Generalleutnant ⚭ 25. Januar 1815 Auguste von Eickstedt (1796–1860)
- Hermine (1796–1846) ⚭ 4. September 1823 Ludwig von Massow (1794–1859), Kammerherr und Wirklicher Geheimer Rat
- Armgard (1799–1883) ⚭ 4. Juni 1822 Friedrich Albrecht Graf von der Schulenburg-Closterroda (1772–1853)

Eduard war Mitglied des Provinziallandtags der Provinz Sachsen und 1854 bis 1871 Mitglied des Preußischen Herrenhauses. Auch der Enkel Ernst von der Schulenburg-Emden (1832–1905) gehörte von 1894 bis 1905 dem Preußischen Herrenhaus an. Ein anderer Enkel, Hermann von der Schulenburg (1829–1865), wurde erst preußischer Offizier und dann Kapuzinerpater.

## Leben

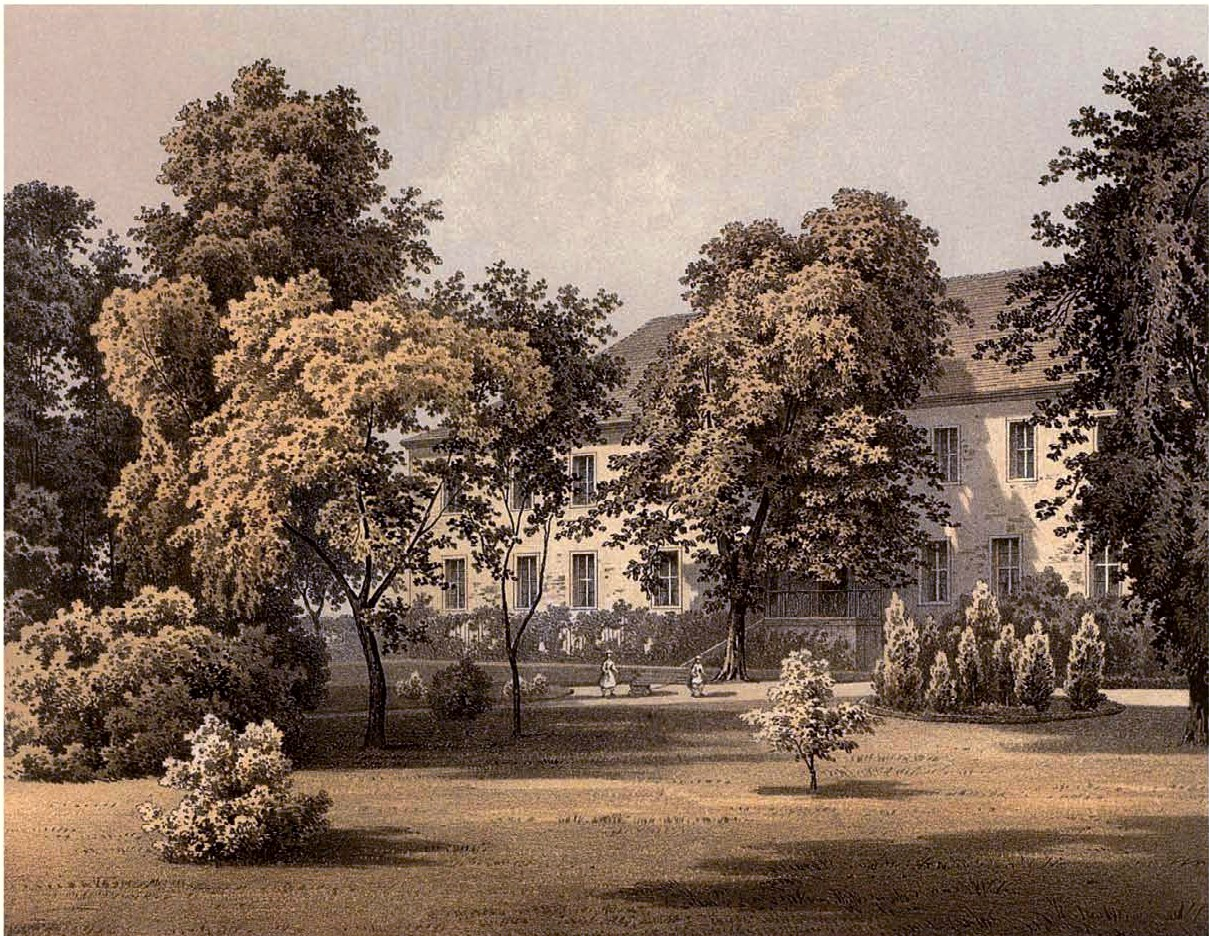
Rittergut Emden im 19. Jahrhundert

Schulenburg-Emden machte eine militärische Ausbildung an der Ecole Militaire in Berlin und wurde Kornett im Kürassierregiment „von Ihlow“ der Preußischen Armee in Salzwedel. Er nahm an der Besetzung der Niederlande 1787 teil. Ab 1787 war er Herr auf Emden im Kreis Neuhaldensleben. Gemeinsam mit seinen beiden Brüdern August und Leopold wurde er am 6. Juli 1798 von König Friedrich Wilhelm III. in den preußischen Grafenstand erhoben. Die Westphälische Bestätigung des Grafenstandes erfolgte am 10. Juli 1813. Schulenburg-Emden litt zuletzt an tiefer Melancholie und hat sich im Jahre 1820 selbst erschossen.

## Königreich Westphalen
Schulenburg-Emden war Deputierter der Magdeburger Prälaten und Ritter in der Ständedeputation aus dem künftigen Königreich Westphalen, die im August und September 1807 in Paris und Fontainebleau über die Westphälische Constitution zusammen mit dem Grafen Heinrich von Blumenthal verhandelte. 1807 bis 1812 war er Präfekt des Elbe-Departements. Vom 2. Juni 1808 bis zum 8. Mai 1812 war er für das (Elbe-Departement) und die Gruppe der Grundeigentümer Mitglied der Reichsstände des Königreichs Westphalen. Danach war er vom 8. Mai 1812 bis Oktober 1813 Staatsrat in Kassel und kehrte anschließend nach Emden zurück. Im Januar 1814 war er Vorsitzender der Neuhaldenslebener Kommission für die Bildung und Bekleidung der Landwehr.

## Auszeichnungen
- Mitglied der Großen Mutterloge „Friedrich zur Grünen Linde“, deputierter Großmeister, Großmeister 1812/14
- Ritter des Ordens der Westphälischen Krone am 5. Januar 1810